# Наго-Торболе
Наго-Торболе, Наґо-Торболе (італ. Nago-Torbole, вен. Nago-Torbołe) — муніципалітет в Італії, у регіоні Трентіно-Альто-Адідже,  провінція Тренто.
Наго-Торболе розташоване на відстані близько 460 км на північ від Рима, 29 км на південний захід від Тренто.
Населення — 2857 осіб (2014).
Щорічний фестиваль відбувається 30 листопада. Покровитель — Андрій Первозваний.

## Демографія
Населення за роками:

Станом на 1 січня 2023 року в муніципалітеті офіційно проживало 276 іноземців з 43 країн, серед них 111 громадян країн Євросоюзу та 11 громадян України.

## Сусідні муніципалітети
- Арко
- Брентоніко
- Мальчезіне
- Моліна-ді-Ледро
- Морі
- Рива-дель-Гарда